# (6206) Corradolamberti
(6206) Corradolamberti est un astéroïde de la ceinture principale.

## Description
(6206) Corradolamberti est un astéroïde de la ceinture principale. Il fut découvert le 15 octobre 1985 à la station Anderson Mesa par Edward L. G. Bowell. Il présente une orbite caractérisée par un demi-grand axe de 2,83 UA, une excentricité de 0,04 et une inclinaison de 1,1° par rapport à l'écliptique.

## Compléments